# Songyuan
För andra betydelser, se Songyuan (olika betydelser).
Songyuan, tidigare känd som Petuna, är en stad på prefekturnivå i Jilin-provinsen i nordöstra Kina. Den ligger omkring 130 kilometer nordväst om provinshuvudstaden Changchun. På orten finns ett viktigt oljefält, Jilinfältet, som upptäcktes 1955.

## Historia
Under Qingdynastin kallades bebyggelsen kring dagens Songyuan för Bedune på manchuiska (på kinesiska: 伯都纳) och var ett viktigt administrativt och militärt centrum som var beläget vid Sungari-flodens högra bank, i det som idag är stadsdistriktet Ningjiang och häradet Fuyu. Stadens namn transkriberades av västerlänningar och blev känt som Bodune, Po-tu-no eller Petuna. Själva fortet Boduna byggdes 1693, cirka 15 km öster om dagens stadskärna.
I början på 1900-talet föreslog järnvägsministern Sun Yat-sen att ett nytt transportnav skulle byggas där Sungari- och Nonni-floderna möts, vilket utvecklades till dagens Songyuan.
1992 blev staden omvandlad till en stad på prefekturnivå.

## Administrativ indelning
Prefekturen Songyuan består av ett stadsdistrikt, som utgör själva stadskärnan, en stad på häradsnivå, två härad och ett autonomt härad:
| Karta          | Karta                                         | Karta                   | Karta                              | Karta             | Karta     | Karta                      |
| -------------- | --------------------------------------------- | ----------------------- | ---------------------------------- | ----------------- | --------- | -------------------------- |
|                |                                               |                         |                                    |                   |           |                            |
| Nr             | Namn                                          | Kinesiska               | Pinyin                             | Befolkning (2010) | Yta (km²) | Befolknings- täthet (/km²) |
| Distrikt       |                                               |                         |                                    |                   |           |                            |
| 1              | Ningjiang                                     | 宁江区                  | Níngjiāng qū                       | 612 816           | 1 269     | 483                        |
| Stad           |                                               |                         |                                    |                   |           |                            |
| 2              | Fuyu                                          | 扶余市                  | Fúyú shì                           | 718 987           | 4 464     | 161                        |
| Härad          |                                               |                         |                                    |                   |           |                            |
| 3              | Changling                                     | 长岭县                  | Chánglǐng xiàn                     | 639 205           | 5 787     | 110                        |
| 4              | Qian'an                                       | 乾安县                  | Qián'ān xiàn                       | 301 438           | 3 522     | 86                         |
| Autonoma härad |                                               |                         |                                    |                   |           |                            |
| 5              | Det mongoliska autonoma häradet Främre Gorlos | 前郭尔罗斯 蒙古族自治县 | Qiánguō'ěrluósī měnggǔzú zìzhìxiàn | 607 640           | 5 117     | 119                        |

## Klimat
Genomsnittlig årsnederbörd är 645 millimeter. Den regnigaste månaden är juli, med i genomsnitt 144 mm nederbörd, och den torraste är januari, med 6 mm nederbörd.